# Bruno Eelbo

Bruno Eelbo (vor 1912)

Bruno Heinrich Eelbo (* 10. Oktober 1853 in Bremerhaven; † 17. November 1917 in Weimar) war ein deutscher Architekt und Schriftsteller.

## Leben
Bruno Eelbo wurde als Sohn eines Sparkassendirektors geboren. Sein Großvater war ein Flame aus dem französischen Département Nord, der bei der Übersiedlung von Großbritannien nach Bremen den Namen Eelbo annahm.
Schon früh erkannten der Vater und die Lehrer Brunos seine Begabung zum (Bau-)Zeichnen und rieten ihm, das Baufach als berufliche Zielsetzung zu wählen. So absolvierte Eelbo eine Maurerlehre, seine Gesellenzeit und wurde Bauführer und Bauzeichner in verschiedenen Werkstätten. Von 1873 bis 1874 arbeitete Eelbo im Atelier des Architekten Ludwig Bohnstedt in Gotha. Nach eigenen Angaben war er durch Zufall auf Bohnstedt gestoßen und verdankte ihm seine ganze künstlerische Ausbildung. In dieser Zeit leistete er auch als Einjährig-Freiwilliger seinen Militärdienst ab und unternahm eine einjährige Studienreise nach Italien. 
Im Jahr 1878 machte er sich in Gotha selbständig. Er arbeitete an Inneneinrichtungen und war auf verschiedenen Gebieten des Kunstgewerbes tätig. Neben Tischen, Stühlen, Schränken, Öfen, Lampen und Aquarellen für Diplome und Entwürfen für Lithografien entwarf er auch Architektur.  
Zu seinen architektonischen Werken, die er teils in Zusammenarbeit mit Karl Weichardt schuf, zählen insbesondere repräsentative Villen und Verwaltungsgebäude, häufig im Stil des Eklektizismus; u. a. in Gotha das Schäferstift und drei Villen an der Helenenstraße (z. B. das Haus Nr. 9). Für sich selbst baute er ein Sommerhaus über dem Leinatal bei Finsterbergen. In Weimar schuf er Gebäude für die Landeskreditkasse und die Thüringische Landesversicherungsanstalt. Das wichtigste Tätigkeitsgebiet Eelbos waren Leipzig, Dresden, Chemnitz und andere Industriestädte Sachsens, aber auch Essen. 
Von Gotha war Eelbo 1882 als Herzoglicher Baurat nach Weimar berufen worden. Eine seiner Aufgaben war die Intensivierung des abgeklungenen Kunstgewerbes in Bürgel und Gerstungen. 1890 errichtete er in Leipzig mit Karl Weichardt ein Architekturbüro. 1903 war Eelbo in Frankfurt am Main an der Gründung des Bundes Deutscher Architekten (BDA) beteiligt.
1889 veröffentlichte Eelbo einen Gedichtband mit dem Titel „Sonnige Tage“, danach ein Festspiel „Vitruvs Sendung“. Es folgten diverse Gedichtbände und andere Werke. Sein Schauspiel „Irminfried“ wurde in Weimar und Leipzig aufgeführt. Nach 1903 widmete er sich ausschließlich der Schriftstellerei.
Eelbo starb in Weimar am 17. November 1917.

## Werk

### Bauten
- 1891: Villa Carl Beckmann in Leipzig (mit Karl Weichardt)
- 1892–1894: Herfurthsche Villa in Leipzig
- 1892–1893: Verwaltungsgebäude für die Thüringische Landesversicherungsanstalt in Weimar, Erfurter Straße 38
- 1893: Bank- und Verwaltungsgebäude der Landeskreditkasse in Weimar, Steubenstraße 15 (mit Karl Weichardt), siehe Notenbank Weimar
- 1893–1894: Verwaltungsgebäude für die Landesversicherungsbank in Gotha, Bahnhofstraße 3a
- 1894: Schäferstift in Gotha, Schäferstraße 10 (heute Kinder- und Jugendzentrum „Big Palais“)
- 1898: Villa für Arwed Emminghaus in Gotha, Schöne Allee 2
- 1898–1901: Gutenberghalle des Deutschen Buchgewerbehauses in Leipzig

Bauten von Bruno Eelbo
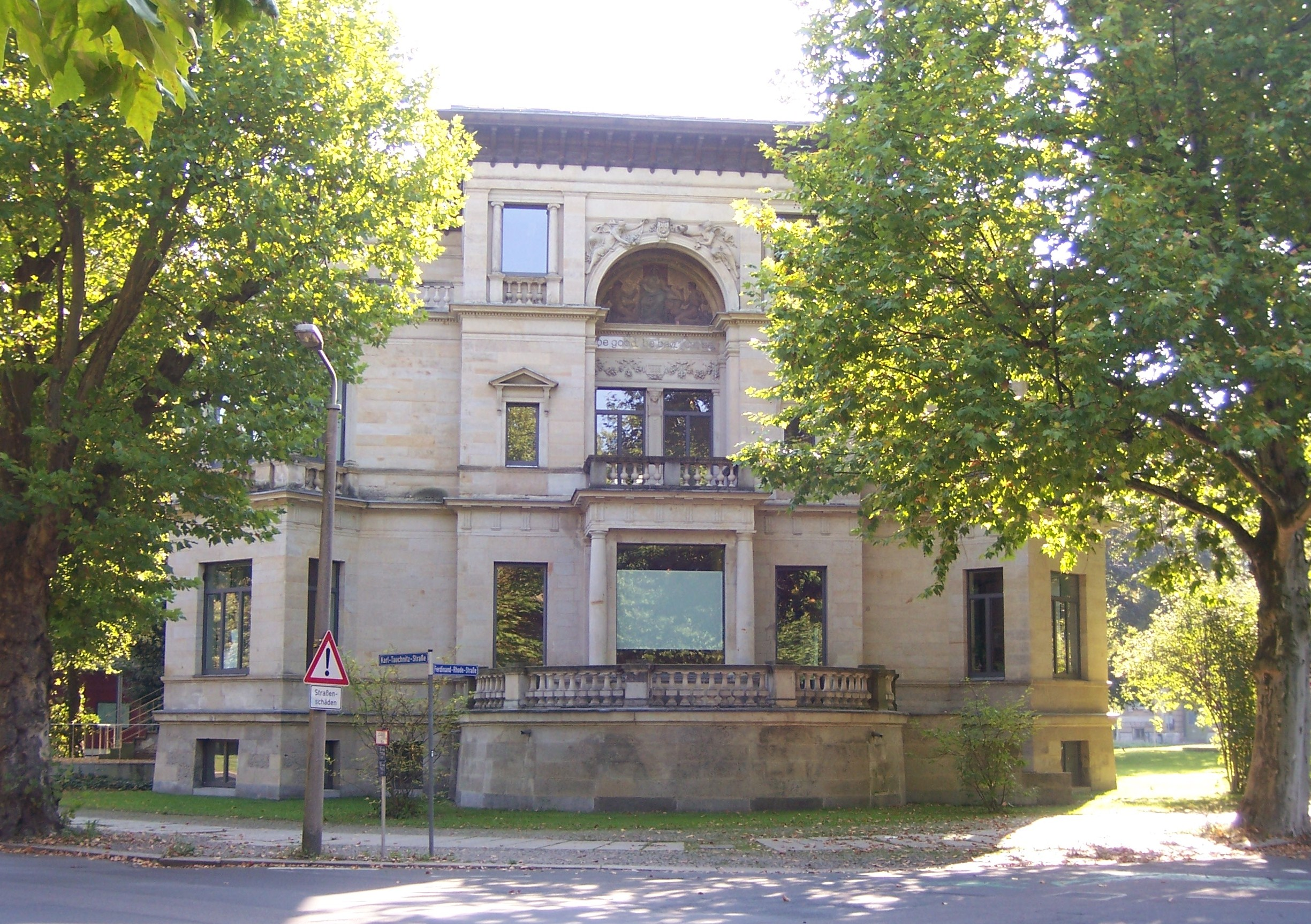
Herfurthsche Villa in Leipzig
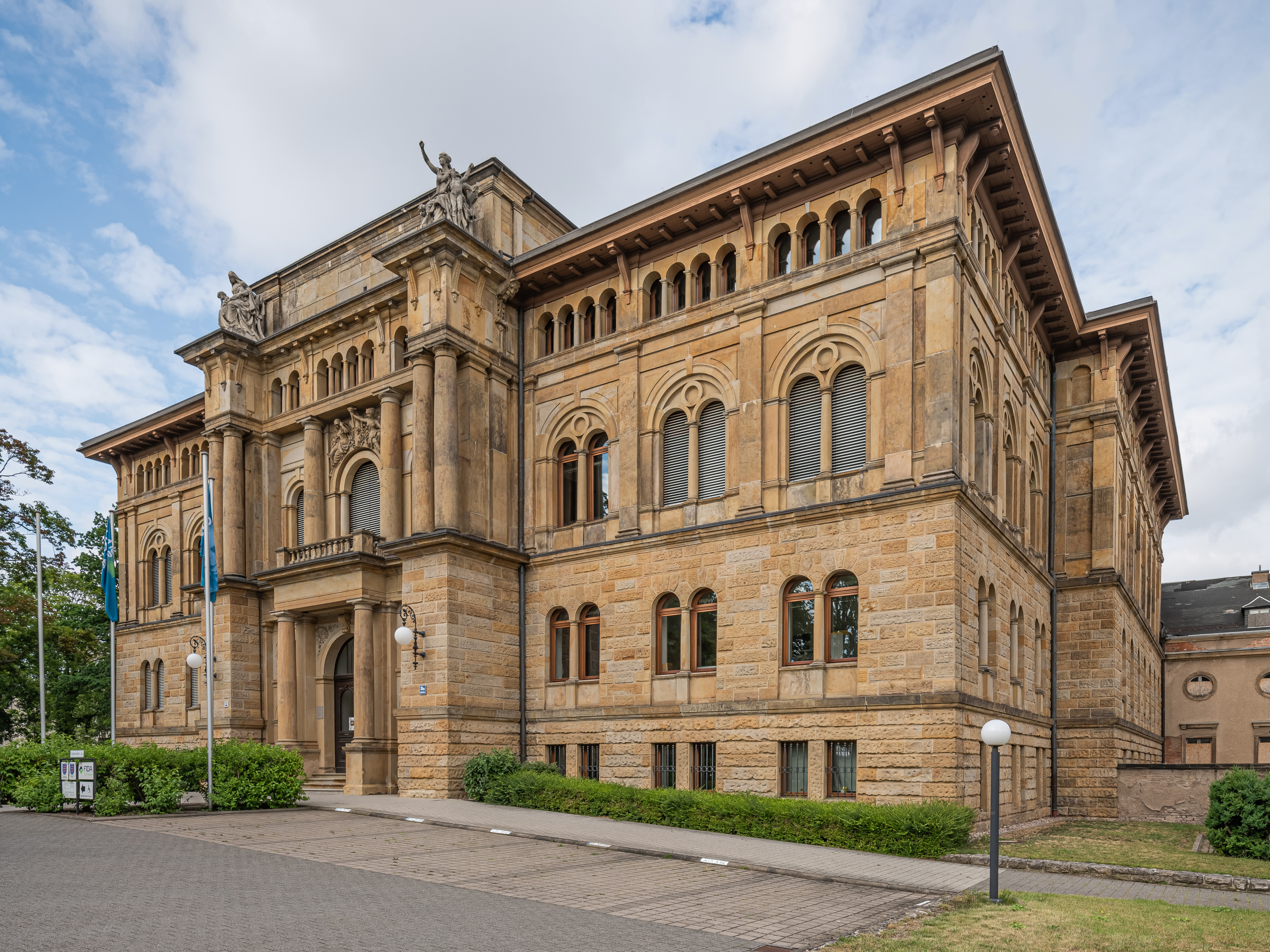
Haus der Versicherungsgeschichte in Gotha
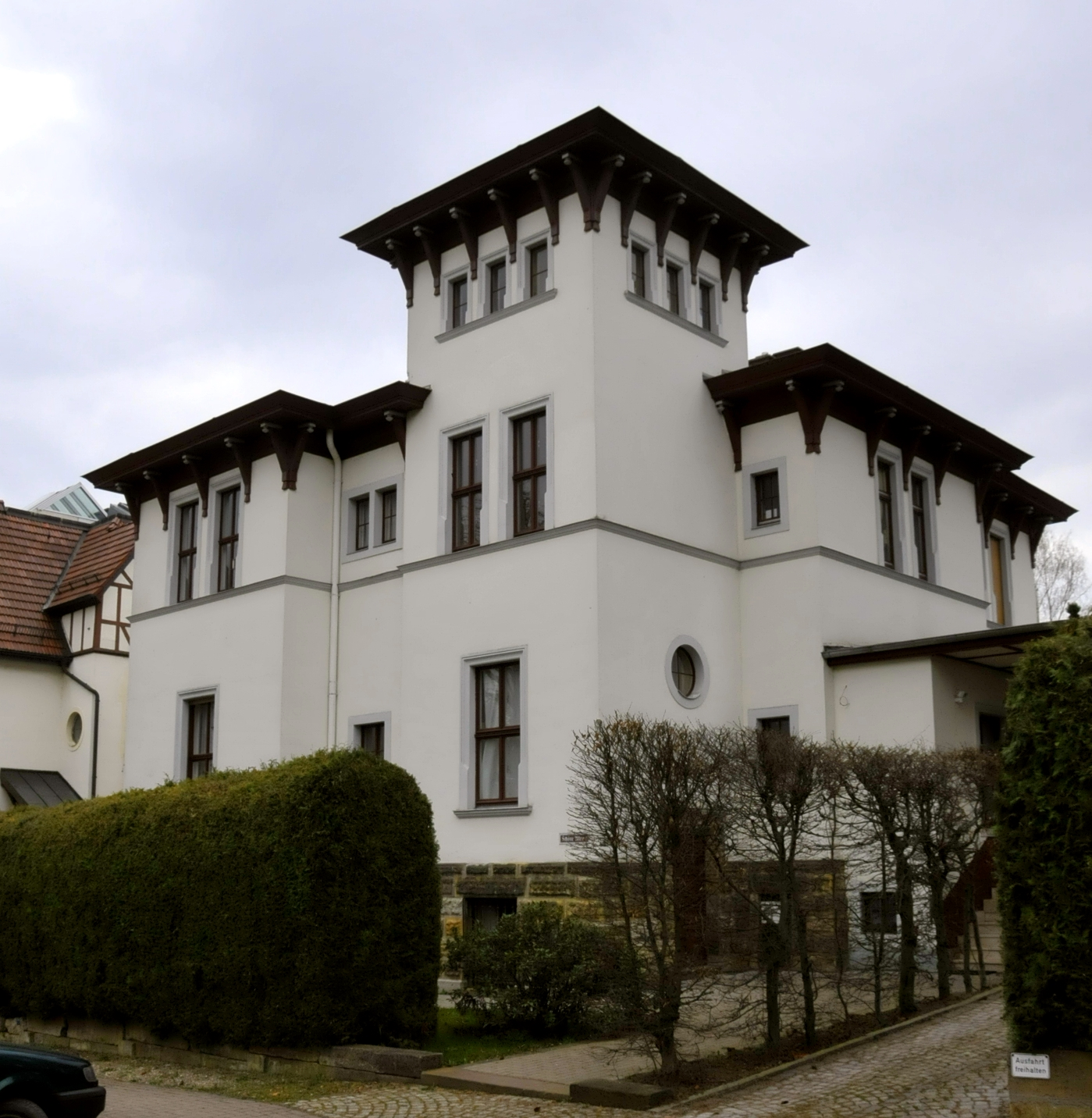
Villa Emminghaus in Gotha
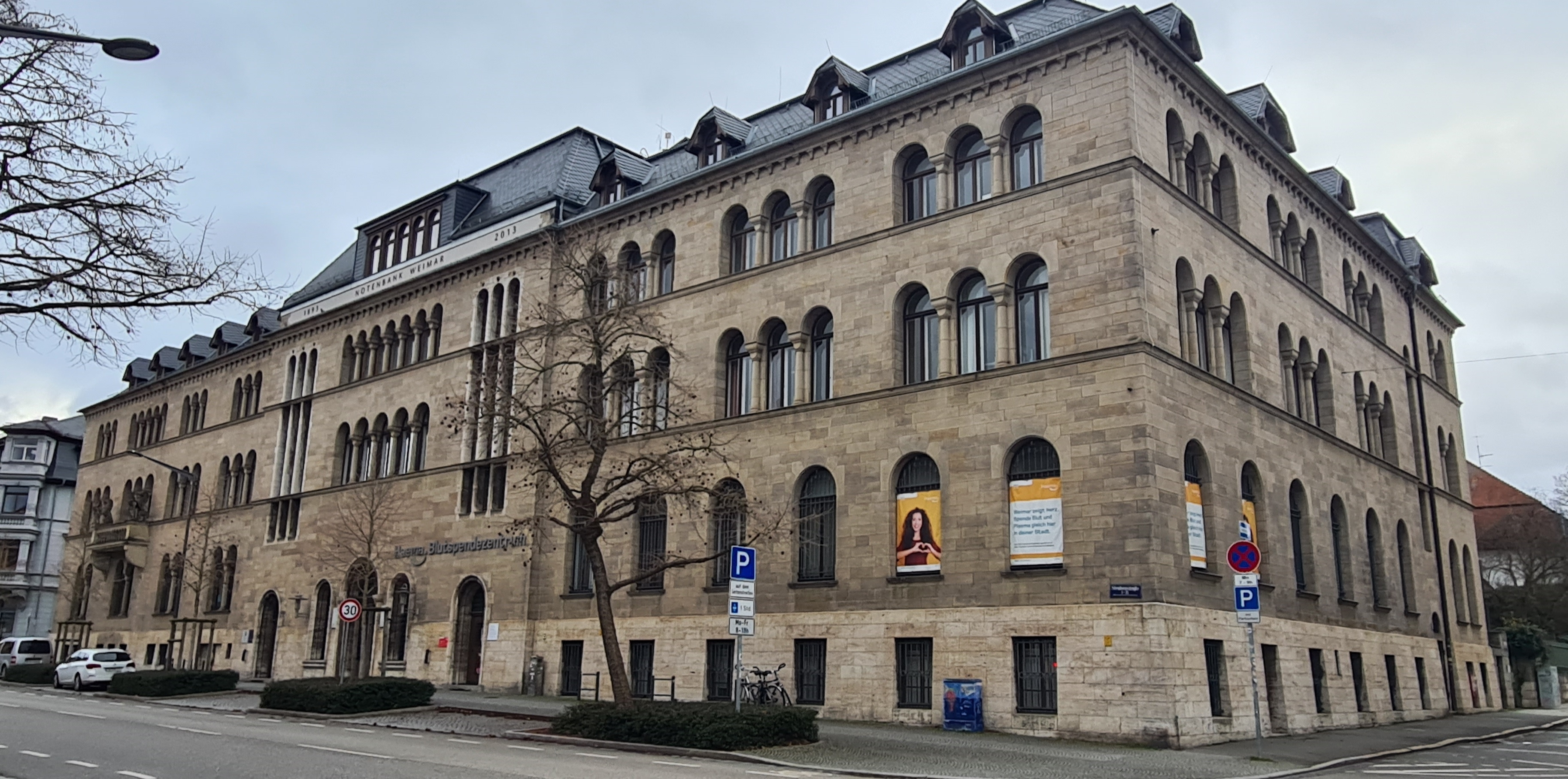
Gebäudekomplex der ehemaligen Landeskreditkasse, später Notenbank bzw. Staatsbank Weimar

### Schriften
- Sonnige Tage. Lieder aus einem alten Skizzenbuche. 1888.
- Vitruvs Sendung. 1892.
- Sturmflut. (Schauspiel in drei Aufzügen) 1900.
- Die Sprüche des guten Meisters. (Gedichtband) 1900.
- Die Schule der Liebe. Ein lustig Spiel in Versen. 1902.
- Bacons entdeckte Urkunden. Die Lösung der Bacon-Shakespeare-Frage in der Shakespeare-Folio-Ausgabe vom Jahr 1623. 1914–1917.